# Vagabundo (canción)
«Vagabundo» es una canción interpretada por los cantantes Sebastián Yatra, Manuel Turizo y Beéle. Fue publicada el 11 de mayo de 2023 a través de Universal Music Latino. La canción es un homenaje de los artistas a los ritmos tradicionales como el merengue que es característico de su país natal.

## Composición y letra
La pista está compuesta sobre una base musical de merengue. La canción fue escrita por Yatra junto a Andrés Torres y Mauricio Rengifo. Yatra reveló que la letra de la canción surgió durante un entrenamiento en el gimnasio y que se inspiró a partir de la canción «Niña bonita» de Chino & Nacho, como así también en el grupo musical Rikarena. Para la elección de Manuel Turizo y Beéle en la canción, Sebastián se basó en su deseo de homenajear a Colombia con dos artistas actuales que representaran el movimiento de la música tropical de su país. La lírica habla sobre las decisiones que realizan las personas que aparentan ser determinadas, pero que en realidad prefieren no afrontar los problemas.

## Recepción

### Desempeño comercial
El sencillo logro entrar al top 10 de la lista Latin Pop Airplay de Billboard en Estados Unidos. Según la compañía Luminate, «Vagabundo» adquirió un aumento del 36% en la impresiones de audiencia en las estaciones de radios, lo cual contribuyó al ingreso de la canción en varias listas de éxitos musicales en América Latina. Poco después, el sencillo recibió la certificación de disco de platino por parte de la Recording Industry Association of America (RIAA) por sus altas ventas en Estados Unidos.

## Premios y nominaciones
| Año  | Premiación           | Categoría                          | Resultado | Ref.          |
| ---- | -------------------- | ---------------------------------- | --------- | ------------- |
| 2023 | BreakTudo Awards     | Hit latino                         | Nominado  | [ 7 ]         |
| 2023 | LOS40 Music Awards   | Mejor colaboración urbana          | Nominado  | [ 8 ]         |
| 2024 | Premios Lo Nuestro   | Colaboración del año - Pop urbano  | Nominado  | [ 9 ]         |
| 2024 | Premios Juventud     | Mejor colaboración pop / urbano    | Nominado  | [ 10 ]        |
| 2024 | Latino Music Awards  | Mejor canción de música pop urbano | Nominado  | [ 11 ] [ 12 ] |
| 2024 | Latino Music Awards  | Mejor video de música pop urbano   | Nominado  | [ 11 ] [ 12 ] |
| 2024 | Latino Music Awards  | Mejor canción de música pop        | Nominado  | [ 11 ] [ 12 ] |
| 2024 | Latino Music Awards  | Mejor productor de música pop      | Ganador   | [ 11 ] [ 12 ] |
| 2024 | Premios SESAC Latina | Canciones ganadores                | Ganador   | [ 13 ]        |

## Video musical
El videoclip fue dirigido por Joaquí Cambré y se desarrolla principalmente en un yate. Las grabaciones del video se realizaron en la ciudad de Miami (Estados Unidos) y fue coprotagonizado por la actriz colombiana Daniela Botero, la actriz colombiana Valeria Sandoval y el tiktoker colombiano El Mindo.
El video comienza con una escena policial, donde los oficiales interrogan a varios de lo presentes, entre ellos, Yatra y Turizo. Horas antes, se devela que estuvieron de fiesta a bordo del bote, donde Beéle se encontraba arriba de un inefable, cuya cuerda fue cortada por alguno de los tripulantes y termina en su desaparición, lo cual remonta al inicio del video en el cual se abre una investigación policial sobre los hechos sucedidos.

## Posicionamiento en las listas

### Semanales
| Listas (2023)                   | Mejor posición |
| ------------------------------- | -------------- |
| Argentina (Monitor Latino)      | 1              |
| Argentina Hot 100 (Billboard)   | 32             |
| Bolivia (Monitor Latino)        | 2              |
| Centroamérica (Monitor Latino)  | 4              |
| Chile (Monitor Latino)          | 3              |
| Colombia (Monitor Latino)       | 14             |
| Colombia (National Report)      | 5              |
| Costa Rica (Monitor Latino)     | 4              |
| Ecuador (Billboard)             | 21             |
| Ecuador (Monitor Latino)        | 3              |
| Ecuador (National Report)       | 1              |
| El Salvador (ASAP EGC)          | 4              |
| El Salvador (Monitor Latino)    | 5              |
| España (PROMUSICAE)             | 3              |
| Global 200 (Billboard)          | 177            |
| Guatemala (Monitor Latino)      | 16             |
| Honduras (Monitor Latino)       | 4              |
| Hot Latin Songs (Billboard)     | 33             |
| Latin Airplay (Billboard)       | 26             |
| Latin Digital Songs (Billboard) | 24             |
| Latin Pop Airplay (Billboard)   | 2              |
| México (Monitor Latino)         | 4              |
| México (National Report)        | 6              |
| Nicaragua (Monitor Latino)      | 7              |
| Panamá (Monitor Latino)         | 7              |
| Paraguay (Monitor Latino)       | 15             |
| Perú (Billboard)                | 21             |
| Puerto Rico (Monitor Latino)    | 3              |
| Uruguay (Monitor Latino)        | 3              |
| Venezuela (Monitor Latino)      | 19             |
| Venezuela (National Report)     | 4              |
| Venezuela (Record Report)       | 32             |

### Mensuales
| Listas (2023)  | Mejor posición |
| -------------- | -------------- |
| Paraguay (SGP) | 39             |

## Certificaciones
| País           | Organismo certificador | Certificación | Ventas certificadas | Simbolización | Ref.   |
| -------------- | ---------------------- | ------------- | ------------------- | ------------- | ------ |
| España         | PROMUSICAE             | 7× Platino    | 420 000             | ▲             | [ 50 ] |
| Estados Unidos | RIAA                   | Platino       | 60 000              | ▲             | [ 51 ] |

## Historial de lanzamientos
| Región | Fecha              | Formato(s)                 | Discográfica           | Ref.   |
| ------ | ------------------ | -------------------------- | ---------------------- | ------ |
| Varios | 11 de mayo de 2023 | Descarga digital streaming | Universal Music Latino | [ 52 ] |